# La Grand-Combe
La Grand-Combe là một xã trong tỉnh Gard thuộc vùng Occitanie, phía nam nước Pháp. Xã La Grand-Combe nằm ở khu vực có độ cao trung bình 188 mét trên mực nước biển.